# Roobuka (przystanek kolejowy)
Roobuka – przystanek kolejowy w pobliżu miejscowości Aespa i Roobuka, w prowincji Harjumaa, w Estonii. Położony jest na linii Tallinn – Parnawa/Viljandi. 